# Lalueza
Lalueza é um município da Espanha na província de Huesca, comunidade autónoma de Aragão, de área 88,09 km² com população de 1136 habitantes (2007) e densidade populacional de 12,94 hab/km².

## Demografia
| Variação demográfica do município entre 1991 e 2004 | Variação demográfica do município entre 1991 e 2004 | Variação demográfica do município entre 1991 e 2004 | Variação demográfica do município entre 1991 e 2004 |
| --------------------------------------------------- | --------------------------------------------------- | --------------------------------------------------- | --------------------------------------------------- |
| 1991                                                | 1996                                                | 2001                                                | 2004                                                |
| 1389                                                | 1292                                                | 1183                                                | 1140                                                |